# وینسن فرر
قدیس وینسنت فرر، والنسیایی: Sant Vicent Ferrer [ˈsam viˈsɛm feˈreɾ]؛ ۱۳۵۰ ژانویه ۲۳–۵ آوریل ۱۴۱۹) یک راهب صومعه و واعظ والنسیایی، دومینیکنی، بود که بابت توفیقاتش در مُبلغی و منطق دانی شناخته می‌شود. از وی به عنوان یک قدیس کلیسای کاتولیک و همین‌طور دیگر سنتهای کاتولیک تجلیل می‌شود.

## اوایل زندگی
اوایل زندگی
داخل زادگاه وینسنت فرر، والنسیاایگلسیا د سان استبان در والنسیا، جایی که وینسنت فرر در آن غسل تعمید داده شد. وینسنت چهارمین فرزند گیلم فرر، یک دفتر اسناد رسمی از پالاموس، و همسرش، کنستانسا میکل، ظاهراً از خود والنسیا یا خیرونا بود.
افسانه‌هایی پیرامون تولد وینسنت وجود دارد. گفته می‌شود که یکی از بزرگان دومینیکن در خواب به پدرش گفته‌است که پسرش در سراسر جهان مشهور خواهد شد. گفته می‌شود که مادرش هنگام به دنیا آوردن او هرگز دردی را تجربه نکرده‌است. او به افتخار وینسنت شهید، قدیس حامی والنسیا نامگذاری شد. روزهای چهارشنبه و جمعه را روزه می‌گرفت و بین فقرا صدقه می‌داد. او تحصیلات کلاسیک خود را در سن هشت سالگی و تحصیل الهیات و فلسفه را در چهارده سالگی آغاز کرد. چهار سال بعد، در سن هجده سالگی، فرر وارد گروه واعظان شد، که معمولاً به آن دسته دومنیکن می‌گویند (در انگلستان به دلیل شنل سیاهی که بر روی عادات سفید خود می‌پوشند، به «فریرز سیاه» نیز می‌گویند. . با این حال، به محض ورود به نوآموزان، وسوسه‌هایی را تجربه کرد که او را ترغیب می‌کردند تا آنجا را ترک کند. حتی والدینش از او خواستند که این کار را انجام دهد و کشیش سکولار شود. او برای غلبه بر این آزمایش‌ها دعا کرد و توبه کرد. بدین ترتیب او موفق شد سال آزمایشی را به پایان برساند و به حرفه خود برسد.
او به مدت سه سال فقط کتاب مقدس را خواند و در نهایت آن را به یادگار گذاشت. او پس از پایان حرفه رسمی خود، رساله ای در مورد فرضیات دیالکتیک منتشر کرد و در سال ۱۳۷۹ به عنوان کشیش کاتولیک در بارسلون منصوب شد. او در نهایت استاد الهیات مقدس شد و از طرف Order مأمور شد تا در مورد فلسفه سخنرانی کند. او سپس به بارسلونا و در نهایت به دانشگاه لیدا فرستاده شد و در آنجا دکترای خود را در الهیات گرفت.
وینسنت فرر به عنوان مردی با قد متوسط، با پیشانی بلند و ویژگی‌های بسیار متمایز توصیف می‌شود. رنگ موهایش روشن و خوش رنگ بود. چشمانش بسیار تیره و گویا بود. رفتارش ملایم رنگ پریده معمولی اش بود. صدای او قوی و قدرتمند، گاهی ملایم، پرطنین و پر جنب و جوش بود.